# Krzysztof Skrętowicz
Krzysztof Skrętowicz (ur. 15 Maja 1965 w Opolu) – polski pilot samolotowy, mistrz świata, trzykrotny mistrz Polski.
Należał do Aeroklubu Opolskiego, obecnie związany z Auroklubem Częstochowskim. Trzykrotnie brązowy medalista rajdowych mistrzostw świata (2004, 2008, 2010). Brązowy medalista mistrzostw świata w lataniu precyzyjnym indywidualnie w 2006 roku i mistrz świata w drużynie podczas tych zawodów. Wicemistrz Polski (2010). W sierpniu 2017 podczas mistrzostw świata w lataniu precyzyjnym w Austrii zdobył tytuł Mistrza Świata w lądowaniach oraz tytuł mistrza świata w nawigacji. Podczas tych mistrzostw reprezentacja Polski drużynowo zdobyła złoty medal (Skrętowicz, Darocha, M. Wieczorek).